# Karin Dorová
Karin Dor, vlastním jménem Käthe Rose Derr (22. února 1938, Wiesbaden, Německo – 6. listopadu 2017, Mnichov, Německo) byla německá herečka.

## Životopis
Od svého mládí chtěla být herečkou, u filmu začínala nejprve v malých epizodních roličkách. Nicméně v roce 1953 se seznámila se svým prvním manželem režisérem Haraldem Reinlem, což jí zajistilo řadu filmových rolí z jeho tehdejší filmové tvorby. O třicet let starší Reinl v 50. letech točil zejména detektivní a kriminální filmy na motivy knih Edgara Wallace. Její osobní půvab jí zpočátku její kariéry přinášel především role mladých nevinných dívek a žen, které vždy určitým způsobem pomůžou hlavním představitelům.
Zahrála si v koprodukčních filmech natočených podle románových předloh Karla Maye v 60. letech 20. století manželem Reinlem. Ve filmu Vinnetou – Rudý gentleman ztvárnila postavu krásné indiánské dívky Ribanny, do které se zamiloval indiánský náčelník Vinnetou, stejně tak i Robert Meryll, syn velitele pevnosti Niobara Johna Frederika Merylla. Dále hrála ve filmu Poklad na Stříbrném jezeře, kde si zahrála slečnu Ellen, a ve filmu  Vinnetou a Old Shatterhand v Údolí smrti , kde hrála slečnu Mabel.
V roku 1994 obdržela Scharlihovu cenu, udělovanou za prezentaci díla Karla Maye.
V listopadu 1955 se do manželství narodil syn Andreas, které se v 60. letech rozpadlo a skončilo rozvodem. V danou dobu jí zemřeli rodiče a ona sama vážně onemocněla rakovinou. Na začátku 70. let se vdala podruhé, vzala si amerického kaskadéra Günthera Schmuckera. Ani její druhé manželství nebylo příliš šťastné. Roku 1988 se vdávala potřetí, s filmovým producentem Georgem Robothamem zůstala do jeho smrti v roce 2007 střídavě v Beverley Hills a v bavorském Rottalu.
Mezinárodní ohlas jí zajistila role v bondovce Žiješ jenom dvakrát, kde se po boku Seana Conneryho objevila v roli zrzavé agentky Helgy Brandtové. Její filmová kariéra se na konci 70. let 20. století ocitla v útlumu. Poté se již herecké práci v divadle, filmu a v televizi věnovala pouze příležitostně.

## Filmografie (výběr)
- 1956 Santa Lucia (Manina)
- 1961 Zelený lučištník (Valerie Howettová, za svobodna Bellamyová)
- 1962 Poklad na Stříbrném jezeře (slečna Ellen Petterson)
- 1964 Vinnetou - Rudý gentleman (indiánská dívka Ribanna)
- 1964 Poslední mohykán (Cora Monroe)
- 1965 Vinnetou - Poslední výstřel
- 1967 Hadí jáma a kyvadlo (baronka Lilian von Brabantová)
- 1967 Žiješ jenom dvakrát (agentka Helga Brandtová)
- 1968 Vinnetou a Old Shatterhand v Údolí smrti (Mabel Kingsley)
- 1969 Topaz (Juanita de Cordoba)
- 2006 Jsem ta druhá (paní Winterová)